# Erythroxylum santosii
Erythroxylum santosii är en tvåhjärtbladig växtart som beskrevs av T. Plowman. Erythroxylum santosii ingår i släktet Erythroxylum och familjen Erythroxylaceae. Inga underarter finns listade i Catalogue of Life.